# هادی حق‌شناس
هادی حق‌شناس (زادهٔ ۱۳۴۶ صومعه‌سرا) سیاستمدار، اقتصاددان و مدیر ارشد  اجرایی ایرانی است که از مهر ۱۴۰۳ استاندار گیلان در دولت چهاردهم است. وی پیش‌تر استاندار گلستان، مدیرکل بنادر و دریانوردی گیلان، مازندران و خوزستان و معاون سازمان بنادر و دریانوردی کل کشور و نماینده حوزه انتخابیه بندر انزلی در دوره هفتم مجلس شورای اسلامی بوده‌است.
وی در انتخابات ریاست‌جمهوری ۱۳۹۲ از حسن روحانی حمایت می‌کرد. حق‌شناس در ۲۲ خرداد ۱۳۹۸ با رأی هیئت وزیران به عنوان نهمین استاندار گلستان منصوب شد. وی در ۱۱ مهر ۱۴۰۳ از سوی هیئت وزیران به‌عنوان استاندار گیلان انتخاب شد.

## زندگی‌نامه
هادی حق‌شناس در سال ۱۳۴۶ در اسپند، (روستایی در شهرستان صومعه سرا) دیده به جهان گشود. وی در کودکی به شهرستان انزلی مهاجرت کرد و دوره دبستان تا مقطع دیپلم را در انزلی به پایان رسانید. در دوران دفاع مقدس از سپاه انزلی به عنوان بسیجی داوطلب به جبهه اعزام شد و بارها دچار مجروحیت گردید. حق‌شناس کارشناسی برق را از دانشگاه علم و صنعت تهران اخذ نموده و وارد سازمان بنادر شد. مدیرکلی بنادر و دریانوردی مازندران، خوزستان، گیلان، عضو هیئت مدیره منطقه ویژه اقتصادی بندرانزلی، رئیس هیئت قایقرانی استان گیلان، نمایندگی مردم بندر انزلی در دوره هفتم مجلس شورای اسلامی، مشاور مدیرعامل سازمان بنادر و دریانوردی و… از سوابق اجرایی وی می‌باشد.
وی در انتخابات ریاست جمهوری ۱۳۹۲ از حسن روحانی حمایت می‌کرد و در این راستا در گیلان، تهران و مازندران سخنرانی‌های زیادی داشت.
حق‌شناس دارای مدرک دکترای اقتصاد با گرایش بودجه عمومی از صاحب نظران اقتصادی است که با حکم وزیر راه و شهرسازی در سال ۹۲ به عنوان عضو هیئت عامل و معاون دریایی سازمان بنادر و دریانوردی منصوب گردید. ایشان پس از یک سال خدمت در این جایگاه د ۹۳/۱۱/۲۰ به پیشنهاد مدیرعامل و تأیید مقام عالی وزارت راه و شهرسازی به عنوان هیئت عامل و معاون امور دریایی که معاونت کلیدی سازمان بنادر و دریانوردی است منصوب گردید؛ و در نهایت در جلسه هیئت دولت که در تاریخ بیست و دوم خرداد ۱۳۹۸ برگزار گردید، به عنوان استاندار گلستان انتخاب شد.

### سوابق
- معاون اداره کل بنادر و دریانوردی استانهای مازندران و گیلان و خوزستان
- مدیر کل بنادر و دریانوردی استان گیلان و مدیر منطقه ویژه اقتصادی بندر انزلی بخش بندری
- عضو هیئت مدیره منطقه ویژه اقتصادی بندرانزلی
- نماینده مردم بندر انزلی در دوره هفتم مجلس شورای اسلامی
- مشاور مدیرعامل سازمان بنادر و دریانوردی
- معاون برنامه‌ریزی و توسعه منابع سازمان بنادر و دریانوردی کشور
- عضو غیر موظف هیئت مدیره کشتی سازی خلیج فارس به مدت چهار سال تا پایان سال ۱۳۹۰
- معاون دریایی سازمان بنادر و دریانوردی کشور
- عضو هیئت علمی دانشگاه آزاد تهران جنوب
- استاندار گلستان